# Alonzo Potter
Alonzo Potter (6 de julio de 1800 - 4 de julio de 1865), obispo estadounidense de la Iglesia Protestante Episcopal. Nació en Beekman (ahora llamado La Granje), en el condado Dutchess, en Nueva York, el 6 de julio de 1800. Sus antepasados, ingleses de la sociedad Friends, se establecieron en Porstmouth, Rhode Island, entre el 1640 y el 1660. Su padre, granjero, también fue Quaker (nombre con el que comúnmente se conocía a los integrantes del grupo religioso Friends); y entre 1798 y 1814 fue miembro de la New York Assembly. Alonzo Potter se graduó en el Union College en 1818, y desde 1821 a 1826 fue profesor allí de Matemáticas y Filosofía natural.
En 1.824, Alonzo Potter fue ordenado sacerdote, y casado con la hija del presidente del Union College, Eliphalet Nott. Después de su muerte en 1.839, se casó con su prima. Potter fue rector del St. Paul's, en Boston, desde 1.826 a 1.831, momento en el que se convirtió en profesor de Filosofía Intelectual y Moral y profesor de Política Económica del Union. En 1.838, Potter rechazó el cargo de asistente del obispo de la diócesis oriental (Maine, New Hampshire, Massachusetts and Rhode Island). Fue vicepresidente del Union College desde el 1.838 a 1.845. Después del despido de Henry Ustick Onderdonk (1789-1858) del obispado de Pennsilvania, Potter fue elegido para relevarle, y fue consagrado el 23 de septiembre de 1845.